# OBSOLETE
『OBSOLETE』（オブソリート）は、虚淵玄原案、武右ェ門制作の日本のWebアニメ。YouTube Originalsとして、1話あたり12分ほどのオムニバス形式で配信。前編エピソードは2019年12月3日に、後編エピソードは2020年12月1日に配信された。

## 企画
昨今のロボットのプラモデルなどは膝を曲げたりなどするとその造形美が失われてしまうことから、そういった体勢でもその良さが保てるようなプラモデルを作りたいという企画から始められた。
虚淵は、少年時代に観た『太陽の牙ダグラム』や『装甲騎兵ボトムズ』における壊れたロボットに強い衝撃を受けたとしつつ、近年のロボットアニメでは「壊れる」ことが少ないために「道具としての魅力」が失われたことを指摘し、従来のようなロボットに美学を見出だして、「壊れて、使い捨てられていくロボット」を描きたかったと述べている。
作品世界の舞台を2014年以降の現代および近未来に選んだ理由としては、リアルで見慣れぬロボットに見覚えのある風景を用いることで不気味さを表現したかったとし、監督の白土晴一と相談したうえで地球に存在する資源のなかで人類に影響を及ぼさないモノを宇宙人が欲しているという設定にしたという。

## 作品世界の時系列
2014年、突如現れた異星人が石灰岩1トンと引き換えに汎用ロボット「エグゾフレーム」を提供するという交易をしたいと5か国語で呼びかける。日米欧中など主要国は、自国産業の保護を名目としてエグゾフレームの輸入・利用を規制する「ザンクトガレン協定」を締結した。
2015年、アフリカのアンゴラで勃発した「第3次カビンダ紛争」にて、アメリカ軍が現地のエグゾフレームと初の戦闘に遭い、敗北（第2話）。この一件以来、エグゾフレームの軍事転用の可能性に世界が注目するようになる。
2016年、パキスタンのエグゾフレーム採用を受け、インドが協定から離脱し軍事用エグゾフレームをインド陸軍に導入させる。シアチェン氷河にて同国山岳特殊旅団がパキスタン側の工作員と思しきエグゾフレームと交戦する（第3話）。アフリカの開発途上国などを中心にエグゾフレームの紛争投入が急増し、少年兵が使い捨ての搭乗員として利用されるケースまで出てくる（第5話）。
2017年、エグゾフレームを取り入れたアフリカ連合諸国などは経済発展を遂げたが、協定締結国では自動車や重機の輸出量低下のために長期的な不況に陥り、ラテンアメリカでは政情不安が生じる。エグゾフレーム・テロが世界的に激増し、特にペルシア湾の製油所などが標的にされたことで原油価格が上昇する。各国の対応が遅れるなか、同じくエグゾフレームを擁する民間軍事会社が台頭していく（第4話）。
2021年、エグゾフレームの市場流通や利用を制限するザンクトガレン協定に反対する国際的な流れが生まれ、その筆頭とも言えるアザニア共和国の軍事パレードに世界が注目する（第7話）。一方で日本では女子中学生がエグゾフレームに乗って戦う美少女ロボットアニメ「光殻天使このか★エンジェル」が大ヒットする（第12話）。
2022年、エグゾフレームを解析し異星人のテクノロジーを解明しようとする試みは、世界各国が莫大な予算と最高の人材を投入したにもかかわらず総て失敗に終わる。アメリカ・エリア 51 で行われていた異星人技術解析計画「プロジェクト・ゼノゲージ」も凍結された。しかし、原理の解明ではなく技術応用を模索しようとする科学者のみが集まり海兵隊と共同で極秘裏に軍事エクゾフレームの開発が実施される。（第8話）。
2023年、エクアドルとペルーの間を流れるセネパ川の国境紛争（第9話）が長引いたことを受け、アメリカ合衆国が秘密裏に武力介入する（第1話）。
2025年、南米各地でエグゾフレームを用いた麻薬カルテル同士の紛争が激化し、メキシコ―アメリカ国境で、エグゾフレームを利用したアメリカへの不法入国が横行、同時に不法入国者を介し大量の麻薬が同国へ流入する。更にエグゾフレームの普及による既存産業への打撃はアメリカを含む先進国に長期にわたる経済不況をもたらし、国際秩序の混乱が加速していく（第10話）。
2030年、如何なる極限環境下でも稼働可能なエグゾフレームが海中土木の分野にも普及し、海洋開発が加速していったことで、これを巡った国家間の衝突も激増し、バレンツ海のような政情不安定な海域における海中戦にもエグゾフレームが使われるようになっていく（第11話）。

## 登場人物
ボウマン / Bowman
声 - 田中正彦
アメリカ海兵隊所属の大尉。第1話にてミヤジマやレブナーらを率い、南米の紛争地帯へ潜入する。大尉になる前は海兵隊偵察部隊でアフリカへ紛争介入のために派遣されていた。エクゾフレームによる脅威とアウトキャストブリゲードの動向を目の当たりにして、対抗するためのエクゾフレーム開発計画を海兵隊内で極秘裏に進める。
ミヤジマ / Miyajima
声 - 森川智之
日系人の中尉。第3話にて秘密協定に基づく陸上自衛隊冬季戦技教育隊からの交換将校としてなりすまし、インド陸軍の山岳部隊を訪れる。日本名は三谷島黎（みやじま れい）。
レブナー / Loewner
声 - 山野井仁
中尉。第4話に登場。民間軍事会社（PMC）サーベラス警備保障にオペレーターとして偽装入社し、中東の石油ターミナルで警備任務に就く。
フェルナンド / Fernando
声 - 高木渉
アフリカ系の中尉。第8話にてボウマンの部隊に志願し新人として配属される。
ザーヒル / Zahir
声 - 大友龍三郎
左頬に大きな傷痕がある謎の男。アウトキャスト・ブリゲードと呼ばれるエグゾフレーム部隊を指揮する。自分の顔の傷と同じ髑髏のエンブレムを付けたエグゾフレームを多数率い各地の戦場で暗躍、また現地の部隊にエグゾフレーム運用技術を指南している。これらの行動はレシャップの意志によるものであり、2人は深い関係にあるとの示唆がされている。
ジャマル / Jamal
声 - 本城雄太郎
サブサハラ某所で戦わされていた少年兵のひとり。ザーヒルに救われ、彼の指導の下で一人前の兵士として鍛えられる。第6話エピローグにてアウトキャスト・ブリゲードのエグゾフレーム小隊指揮官としてザーヒルの意思を受け継ぎ、かつての自分達と同じ境遇の少年兵達を救い導いていく。
カイラ / Kayira
声 - 杉本ゆう
ジャマルと行動を共にする少女兵。同じくザーヒルに救われ、彼の指導の下で一人前の兵士として鍛えられる。第6話エピローグでもアウトキャスト・ブリゲードのエグゾフレーム小隊副指揮官としてジャマルと行動を共にしている。
レシャップ / Reshep
声 - 手塚秀彰
アザニア共和国の大統領。親の権力基盤を受け継ぐことを拒み、兵卒から叩き上げで軍事指導者としての才覚を示し腐敗により内戦状態で荒廃していたアザニアを事実上のクーデターで政権を奪取しながらも、優れた手腕と民主的な手法で発展させ「レシャッピズム」と称された。技術的独立経済会議を旗揚げしてザンクトガレン協定反対派の盟主となり、エグゾフレームをインドに次いで正式に軍用として大規模に採用する。

## 用語
ペドラー (Peddler)
2014年に突如現れた異星人。交易のみを持ちかけ政治的・文化的交流についてはすべて拒否し一方的な呼びかけの後は一切の応答が無く、その詳細は謎に包まれている。月周回軌道に宇宙船を配置させ、地球人が所定の石灰岩を用意すると地表のどこへでも回収しに行く小型船を派遣する。自ら名乗ることはなかったため、「ペドラー（行商人）」という名は人類が便宜上決めたものである。
ザンクトガレン協定
正式名称は「地球外ロボティクスシステムの交易に関するザンクトガレン・アレンジメント（英語：Sankt Gallen Arrangement on Trade Control for Extraterrestrial Robotics System, SGATERS）」。2014年5月にスイスのザンクト・ガレンにて締結された、エグゾフレームの利用を制限する国際条約。産業保護を目的とした日本やアメリカを含む34か国が署名する一方、安価で扱いやすいエグゾフレームを利用したいアフリカ連合の加盟国などはこれを拒否した。インドは後にこの協定から離脱した。 また、EP7（2021年）において原署名国である中国もインドと共に、アザニアが主導する技術的独立経済会議（劇中では”反ザンクトガレン協定を標榜する国家群の決起集会”と評される。通称テックインディーズ）に参加するなど、有名無実となりつつある。

## エグゾフレーム
EXOFRAME。正式名称はEnhanced Xenobiological Organic FRAME（強化型異星生物有機体構造体）。異星人のテクノロジーにより作られもたらされた汎用人型機械。発動機や電池の類を持たぬ代わりに、金属製の筐体内には青い液体が充填されており、その液体（第8話でのエリア51にて高位認識液化システムまたはゲルシステムと呼称している。なお、これを人間が飲んでも害はない。）が動力と機体制御を兼ねていると考えられている。機体内に液体が30%以上も残留してれば操縦する事ができる。そのため中枢と呼べるものがない。
機体出力は高く軽装甲車程度の武装や装甲を施しても軽快な稼働が可能なうえに、高山帯や深海などの過酷な環境下でも問題なく稼働可能である。
外殻は素体でも部位にもよるが7.62 mm NATO弾であれば貫通可能で特段頑丈ではないが、極限まで進化したモジュール構造によって損傷を受けてパーツが欠損しても他のパーツを損傷部位に接着させるだけで修復される。移動方法は走破性に優れた2足歩行と、膝立ちのような姿勢で両膝部と臀部に張り出したスタビライザに装着されたタイヤを使うことで高速走行も可能。
操作方法は人が中に座って「思考する」のみであり、意識制御により動くとされる。そのため、基本的動作の習得であれば数時間から数日で可能であり、自動車の運転よりもはるかに容易である。また、座った際に搭乗者の固有認識がなされるようであり、座席から数ｍ程度離れても制御が有効である。この動力系統については、ペドラーの母星にいる生物の器官が流用されているという見方もあり、長い間操縦することによる人体や環境への影響など、未解明の点も多い。また、素体表面の状態が各機体ごとに異なることから、元々新品ではなく使い古した旧来品を使いまわし、あるいは前述した修復方法から継ぎ接ぎである可能性が第4話にて示唆されている。
素体
直立時頭長高 - 255 cm / 重量 - 269 kg
ペドラーが石灰岩と引き換えに残置する素体。この時点で軽車両に匹敵する馬力と人並み以上の動作性、既存機器と比べ物にならない整備性を持ち合わせており、アフリカ等の発展途上国で急速に普及、史上稀に見る経済発展を遂げている。そしてこの状態で各種爆発物や戦闘員を搭乗させただけの武装集団がアメリカ機甲部隊に大打撃を与えており、軍事関係者等に衝撃を与えている。
アメリカ海兵隊 武装偵察エグゾフレーム USMC AREX-03 トード
全長 - 2.856 m
海兵隊とエリア51の合同研究チーム「ウォーターハウス05」が極秘裏に開発した戦闘用エグゾフレーム、劇中では4機が登場。最新鋭の電子機器と専用の20 mmライフル、近接戦用トーチ等で武装。水上用フロートやドローン、攻撃用レーザー照射装置などの拡張装備も備え、現時点で最強のエグゾフレームの一つととされる。
アウトキャスト・ブリゲードエグゾフレーム ALFEX-16-SOP オバンボ
アメリカ国防省識別番号 戦術運用エグゾフレーム TOPEX-12 / NATOコードネーム エグザクトー / 全長 - 2.783 m（アンテナ含まず）
アウトキャスト・ブリケードが運用しているエグゾフレーム。アフリカ製の装甲を施し、手持ち式に改造したDSh-K重機関銃や対物ライフル、迫撃砲で武装している。
インド軍エグゾフレーム HAWEX-015 メガドゥート
全長 - 2.797 m
インド軍がパキスタン軍エグゾフレームに対抗して配備したエグゾフレーム。高地や山岳地帯でのパトロールを主目的とし、武装はコックピット左右前方へ固定されたガンポート用短縮アサルトライフル2丁の軽武装に留まる。局所戦向けに閉鎖式のコクピットが採用され、改造が突貫故かカメラアイモニタ用のタブレットはダクトテープで固定されている。
パキスタン軍エグゾフレーム CADEX-015 ジブラルタル
アメリカ国防省識別番号 戦術運用エグゾフレーム COEX-03 / NATOコードネーム エグゼター / 全長 - 2.957 m
ISIが特殊工作用に運用しているエグゾフレーム。装甲配置はメガドゥードとほぼ同一だが、ハッチのガンポートに搭載され全周に指向可能な軽機関銃や対戦車ミサイルの運用能力等で攻撃力は上回っている。
PMCサーベラス社エグゾフレーム
全長 - 2.722 m（アンテナ含まず）
メガトゥードの固定武装を廃して装甲と電装系を強化した機体で、広告目的の目立つカラーリングが特徴。手持ち式に改造されたM2重機関銃や対潜迫撃砲、機体固定式のM61ガトリングガン等の強力な武装に加え、ホバークラフトユニットによる水陸両用の高速移動能力を有する強力な機体となっている。
汎用作業用エグゾフレーム
全長 - 2.737 m
座席周囲に乗員保護用のフレームとライト、ライト用カーバッテリーを取り付けた民間仕様のエグゾフレーム。同種の簡易改造機は世界中で確認されている。
潜水用エグゾフレーム
非標準戦術浸水型エグゾフレーム NSTS-EXO / 全長 - 2.872 m（シュノーケル基部まで）
テロリストが運用するエグゾフレーム。簡易的な装甲コクピットと脚部フィンによる水陸両用能力を付与した機体で、非武装で爆弾を抱えて目標に突撃する物量に物を言わせた自爆戦術を行う。
即席戦闘用エグゾフレーム
全長 - 2.835 m
アフリカ某国の内戦地帯で少年兵用に運用されていたエグゾフレーム。作業用エグゾフレームにスナイパー対策の幌を被せただけのテクニカル的な機体で、武装も大型化した手製無反動砲や投擲爆弾等粗悪な物しかない。その分、熟練すれば後続の軍用エグゾフレームよりも軽快に動け、単なる徒歩歩兵と比べれば雲泥の差がある。
武装エグゾフレーム
国防省未確認エグゾフレーム　DoD UEX-21 ストレンジ・エグゼタ― / 全長 - 2.957 m
アフリカ某国で紛争介入中にザーヒルが搭乗していたエグゾフレーム。ジブラルタルをベースに装甲と武装を強化した機体で、これの運用データからオバンボ/エグザクトーが開発された。EP7でアザニア共和国陸軍のエグゾフレーム師団に同型と思われるものが多数配備され、式典に参加している。
アザニア共和国陸軍制式エグゾフレーム
アメリカ国防省識別番号 AEDEX-03 / NATOコードネーム エグスガベイダー / 全長 - 2.783 m
アザニア共和国が正式採用した軍用エグゾフレーム。アウトキャストが運用するエグゾフレームに非常に酷似した機体であり、事実上の原型機またはそのものと推測される。劇中では式典用の槍などを装備しているが、エグゾの特性上、アウトキャストと同等の武装は可能と思われる。
アメリカ海兵隊 試作エグゾフレーム 「ガビアル」
アメリカ海兵隊「ガビアル計画」試作エグゾフレーム
全長 - 2.865 m
アメリカ空軍の支援を受けつつ、海兵隊とエリア51の合同研究チーム「ウォーターハウス05」が試作したエグゾフレーム。バイオミメティックス（生物の構造や機能を参考にする技術）装甲とエグゾ用に最適化された武装を装備する、トードの前身機。
ペルー軍エグゾフレーム
アメリカ国防省識別番号 PJBEX-03 / NATOコードネーム エクセラー/ 全長 - 2.911m
EP9（2023年）にてペルー軍ジャングル旅団が運用している軍用エグゾフレーム。この時期には南米・アジア等でエグゾフレームが急速に普及し、それに伴う混乱と紛争の過激化によって軍用エグゾフレームもなし崩し的に多数運用されており、その中で広く普及しているタイプ。M2重機関銃の銃身を切り詰めたエグゾ用のカービン銃で武装し、狙撃探知システムを備えておりケージ装甲などで防護しているが、重量の関係で歩兵の小火器を防げる程度の装甲しか持ち合わせていない模様。
越境用エグゾフレーム
全長 - 2.385 m
メキシコの麻薬組織のコヨーテが越境者用に準備したエクゾフレーム。非武装で幌を被せただけのほとんど素体のままである。各所にコンテナを積んでおり、中には密輸用のコカインが詰めてある。
深海作業用エグゾフレーム
全長 - 3.115 m
ノルウェー海で海底ケーブルの保守・警備・点検用に改造された潜水作業会社用のエグゾグレーム。海底振動測定用のROVを積んでいるが、実際はロシアの破壊工作員に対抗するための偽装魚雷である。

## スタッフ
- 原作 - EXO-PEDDLERS
- 原案・シリーズ構成 - 虚淵玄
- 監督 - 山田裕城・白土晴一
- 絵コンテ - 篠田周二
- 演出 - 山田裕城
- メカニックデザイン - 石渡マコト
- キャラクターデザイン - 吉田明彦・永井悠也
- 設定監督 - 白土晴一
- 武器考証 - 鈴木貴昭
- CG監督 - 中島智成
- 撮影監督 - 小久保将志
- 美術監督 - 谷口淳一
- 美術設定 - 曽野由大
- デザインワーク - 本田大助
- 編集 - 瀬山武司
- 音響監督 - 鶴岡陽太
- サウンドデザイン - 笠松広司
- 音楽 - 石川智久
- 企画プロデュース - 髙橋良輔
- アニメーション制作 - 武右ェ門
- 製作 - PROJECT  OBSOLETE（バンダイナムコアーツ、ニトロプラス、グッドスマイルカンパニー、武右ェ門、バンダイナムコオンライン）

## 主題歌
「obsolete」
SkrillexとNik Roosの作詞・作曲によるオープニングテーマ。
「ORB-SOLUTION」
TECHNOBOYS PULCRAFT GREEN-FUNDによるエンディングテーマ。

## 各話リスト
| 話数  | サブタイトル                              | 脚本     |
| ----- | ----------------------------------------- | -------- |
| EP 1  | OUTCAST SOMEWHERE IN SOUTH AMERICA - 2023 | 虚淵玄   |
| EP 2  | BOWMAN CIBINDA - 2015                     | 虚淵玄   |
| EP 3  | MIYAJIMA REI SIACHEN GLACIER - 2016       | 虚淵玄   |
| EP 4  | LOEWNER PERSIAN GULF - 2017               | 虚淵玄   |
| EP 5  | SOLDIER BRAT SUB_SAHARA - 2016            | 大樹連司 |
| EP 6  | JAMAL SUB_SAHARA - 2021                   | 大樹連司 |
| EP 7  | RESHEP AZANIA - 2021                      | 虚淵玄   |
| EP 8  | AREA51 2022                               | 大樹連司 |
| EP 9  | CARHUINCHO PERU_ECUADOR BORDER - 2023     | 虚淵玄   |
| EP 10 | SANTA MUERTE SONORA_ARIZONA - 2025        | 虚淵玄   |
| EP 11 | FREYJA BARENTS SEA - 2030                 | 大樹連司 |
| EP 12 | 九葉このか L1 LAGRANGIAN POINTS - 2444    | 鋼屋ジン |

## プラモデルキット
グッドスマイルカンパニーよりプラモデルキット『MODEROID（モデロイド）』が発売。
- 1/35 エグゾフレーム（素体）（月刊ホビージャパン2020年2月号付録）
- 1/35 アメリカ海兵隊 エグゾフレーム（2020年5月発売）
- 1/35 アウトキャスト・ブリゲード エグゾフレーム（2020年5月発売）
- 1/35 汎用作業用エグゾフレーム（グレー、イエロー）（2020年9月発売）
- 1/35 アメリカ海兵隊エグゾフレーム 強行偵察装備（2020年12月発売）
- 1/35 アメリカ海兵隊エグゾフレーム 対砲兵戦術レーザーシステム（2020年12月発売）
- 1/35 潜水用エグゾフレーム（2021年2月発売）
- 1/35 パキスタン軍エグゾフレーム（2021年2月発売）
- 1/35 即席戦闘用エグゾフレーム（2体セット）（2021年4月発売）
- 1/35 武装エグゾフレーム （2021年4月発売）
- 1/35 PMCサーベラス社エグゾフレーム（2021年5月発売）

## コミカライズ
『コミックNewtype』（KADOKAWA）より公式コミカライズ『OBSOLETE ハナブサレポート』が連載。漫画：曽野由大、原作：EXO-PEDDLERS、原案：虚淵玄（ニトロプラス）により2020年9月25日から2021年10月1日まで連載した。
- 曽野由大（著）、EXO-PEDDLERS（原著）、虚淵玄（企画・原案） 『OBSOLETE ハナブサレポート』 KADOKAWA〈角川コミックス・エース〉、2022年2月26日発売、ISBN 978-4-04-112239-6

## 書籍
- 『OBSOLETE研究報告書』ホビージャパン、2020年12月25日発行、ISBN 978-4-7986-2386-3
- 『OBSOLETE モデリングマニュアル』ホビージャパン、2021年5月31日発行、ISBN 978-4-7986-2500-3